# Europees kampioenschap voetbal mannen onder 17 - 2004
Het 22ste Europees kampioenschap voetbal onder 17 werd gehouden van 4 tot en met 15 mei 2004 in Frankrijk. De Fransen wonnen het toernooi in eigen land en de beker werd voor de eerste keer in ontvangst genomen. In de finale werd Spanje verslagen met 2–1. Portugal werd derde.

## Kwalificatie
| Land          | Gekwalificeerd als          | Beste prestatie   |
| ------------- | --------------------------- | ----------------- |
| Frankrijk     | Gastland                    | Tweede (2002)     |
| Spanje        | Eliteronde: Winnaar groep 1 | Tweede (2003)     |
| Engeland      | Eliteronde: Winnaar groep 2 | Derde (2002)      |
| Turkije       | Eliteronde: Winnaar groep 3 | Debuut            |
| Portugal      | Eliteronde: Winnaar groep 4 | Kampioen (2003)   |
| Oekraïne      | Eliteronde: Winnaar groep 5 | Groepsfase (2002) |
| Oostenrijk    | Eliteronde: Winnaar groep 6 | Debuut            |
| Noord-Ierland | Eliteronde: Winnaar groep 7 | Debuut            |

## Groepsfase

### Groep A
| Pos. | Land          | GW | W | G | V | DV | DT | +/− | Ptn. |
| ---- | ------------- | -- | - | - | - | -- | -- | --- | ---- |
| 1    | Frankrijk     | 3  | 3 | 0 | 0 | 6  | 1  | +5  | 9    |
| 2    | Spanje        | 3  | 2 | 0 | 1 | 5  | 2  | +3  | 6    |
| 3    | Turkije       | 3  | 1 | 0 | 2 | 6  | 5  | +1  | 3    |
| 4    | Noord-Ierland | 3  | 0 | 0 | 3 | 3  | 12 | −9  | 0    |

|                        |               |              |         |                                                                          |
| 4 mei 2004 16:00 (MET) | Spanje        | 1–0          | Turkije | Stade Georges Boulogne, Amboise Scheidsrechter: Joeri Van De Velde (BEL) |
| 4 mei 2004 16:00 (MET) | Marquitos 40' | Externe link |         | Stade Georges Boulogne, Amboise Scheidsrechter: Joeri Van De Velde (BEL) |

|                        |                                      |              |               |                                                          |
| 4 mei 2004 18:00 (MET) | Frankrijk                            | 3–0          | Noord-Ierland | Les Allées, Blois Scheidsrechter: Marijo Strahonja (CRO) |
| 4 mei 2004 18:00 (MET) | Benzema 73' Ben Arfa 76' Songo'o 79' | Externe link |               | Les Allées, Blois Scheidsrechter: Marijo Strahonja (CRO) |

|                        |                                |              |                                                 |                                                                                       |
| 6 mei 2004 18:00 (MET) | Noord-Ierland                  | 2–5          | Turkije                                         | Stade Jules Ladoumègue, Romorantin-Lanthenay Scheidsrechter: Marek Mikolajewski (POL) |
| 6 mei 2004 18:00 (MET) | Turner 42' (pen.) O'Connor 82' | Externe link | 14', 36' Keleş 22' Yılmaz 23' Aksu 74' Sabankay | Stade Jules Ladoumègue, Romorantin-Lanthenay Scheidsrechter: Marek Mikolajewski (POL) |

|                        |                   |              |        |                                                               |
| 6 mei 2004 19:00 (MET) | Frankrijk         | 1–0          | Spanje | Les Allées, Blois Scheidsrechter: Christoforos Zografos (GRE) |
| 6 mei 2004 19:00 (MET) | Suárez 18' (e.d.) | Externe link |        | Les Allées, Blois Scheidsrechter: Christoforos Zografos (GRE) |

|                        |          |              |                        |                                                                     |
| 9 mei 2004 17:30 (MET) | Turkije  | 1–2          | Frankrijk              | Stade Georges Boulogne, Amboise Scheidsrechter: Radek Matějek (CZE) |
| 9 mei 2004 17:30 (MET) | Aksu 83' | Externe link | 42' Ben Arfa 69' Ménez | Stade Georges Boulogne, Amboise Scheidsrechter: Radek Matějek (CZE) |

|                        |               |              |                                 |                                                                      |
| 9 mei 2004 17:30 (MET) | Noord-Ierland | 1–4          | Spanje                          | Stade Guy Drut, Saint-Cyr-sur-Loire Scheidsrechter: Modou Sowe (GAM) |
| 9 mei 2004 17:30 (MET) | Doherty 49'   | Externe link | 27', 35', 42' Pedraza 66' Capel | Stade Guy Drut, Saint-Cyr-sur-Loire Scheidsrechter: Modou Sowe (GAM) |

### Groep B
| Pos. | Land       | GW | W | G | V | DV | DT | +/− | Ptn. |
| ---- | ---------- | -- | - | - | - | -- | -- | --- | ---- |
| 1    | Engeland   | 3  | 3 | 0 | 0 | 6  | 1  | +5  | 9    |
| 2    | Portugal   | 3  | 1 | 1 | 1 | 5  | 3  | +2  | 4    |
| 3    | Oostenrijk | 3  | 1 | 1 | 1 | 2  | 2  | 0   | 4    |
| 4    | Oekraïne   | 3  | 0 | 0 | 3 | 1  | 8  | −7  | 0    |

|                        |          |              |                    |                                                                       |
| 4 mei 2004 15:00 (MET) | Oekraïne | 0–2          | Engeland           | Stade Péteseilles, Avoine Scheidsrechter: Christoforos Zografos (GRE) |
| 4 mei 2004 15:00 (MET) |          | Externe link | 60' Paul 79' Doyle | Stade Péteseilles, Avoine Scheidsrechter: Christoforos Zografos (GRE) |

|                        |              |     |          |                                                                    |
| 4 mei 2004 20:00 (MET) | Oostenrijk   | 0–0 | Portugal | Stade de la Vallée du Cher, Tours Scheidsrechter: Modou Sowe (GAM) |
| 4 mei 2004 20:00 (MET) | Externe link |     |          | Stade de la Vallée du Cher, Tours Scheidsrechter: Modou Sowe (GAM) |

|                        |           |              |                        |                                                                            |
| 6 mei 2004 15:00 (MET) | Oekraïne  | 1–2          | Oostenrijk             | Stade Guy Drut, Saint-Cyr-sur-Loire Scheidsrechter: Marijo Strahonja (CRO) |
| 6 mei 2004 15:00 (MET) | Dorosh 5' | Externe link | 9' (pen.), 11' Gramann | Stade Guy Drut, Saint-Cyr-sur-Loire Scheidsrechter: Marijo Strahonja (CRO) |

|                        |                         |              |            |                                                                       |
| 6 mei 2004 15:00 (MET) | Engeland                | 3–1          | Portugal   | Stade de la Vallée du Cher, Tours Scheidsrechter: Radek Matějek (CZE) |
| 6 mei 2004 15:00 (MET) | Paul 4', 56' Davies 79' | Externe link | 8' Moreira | Stade de la Vallée du Cher, Tours Scheidsrechter: Radek Matějek (CZE) |

|                        |                                           |              |          |                                                                    |
| 9 mei 2004 20:00 (MET) | Portugal                                  | 4–0          | Oekraïne | Stade Péteseilles, Avoine Scheidsrechter: Marek Mikolajewski (POL) |
| 9 mei 2004 20:00 (MET) | Gama 11', 22' (pen.) Gomes 51' Fausto 82' | Externe link |          | Stade Péteseilles, Avoine Scheidsrechter: Marek Mikolajewski (POL) |

|                        |            |              |            |                                                            |
| 9 mei 2004 20:00 (MET) | Engeland   | 1–0          | Oostenrijk | Les Allées, Blois Scheidsrechter: Joeri Van De Velde (BEL) |
| 9 mei 2004 20:00 (MET) | Porter 54' | Externe link |            | Les Allées, Blois Scheidsrechter: Joeri Van De Velde (BEL) |

## Knock-outfase
|  | Halve finale   | Halve finale   |   |                      | Finale               | Finale |
|  |                |                |   |                      |                      |        |
|  | 12 mei – Blois |                |   |                      |                      |        |
|  | Frankrijk      | 3              |   |                      |                      |        |
|  | Portugal       | 1              |   |                      |                      |        |
|  |                |                |   |                      |                      |        |
|  |                |                |   |                      | 15 mei – Châteauroux |        |
|  |                |                |   |                      | Frankrijk            | 2      |
|  |                | Spanje         | 1 |                      |                      |        |
|  |                |                |   |                      |                      |        |
|  |                |                |   |                      | Derde plaats         |        |
|  | 12 mei – Tours | 12 mei – Tours |   | 15 mei – Châteauroux | 15 mei – Châteauroux |        |
|  | Engeland       | 1              |   | Portugal             | 4 (3)                |        |
|  | Spanje         | 2              |   |                      | Engeland             | 4 (2)  |

### Halve finale
|                         |                                  |              |             |                                                            |
| 12 mei 2004 17:30 (MET) | Frankrijk                        | 3–1          | Portugal    | Les Allées, Blois Scheidsrechter: Marek Mikolajewski (POL) |
| 12 mei 2004 17:30 (MET) | Nasri 52' Ménez 56' Ben Arfa 62' | Externe link | 27' Moreira | Les Allées, Blois Scheidsrechter: Marek Mikolajewski (POL) |

|                         |          |              |                                   |                                                                            |
| 12 mei 2004 19:30 (MET) | Engeland | 1–2          | Spanje                            | Stade de la Vallée du Cher, Tours Scheidsrechter: Joeri Van De Velde (BEL) |
| 12 mei 2004 19:30 (MET) | Reid 18' | Externe link | 10' Marquitos 80' (pen.) Fàbregas | Stade de la Vallée du Cher, Tours Scheidsrechter: Joeri Van De Velde (BEL) |

### Troostfinale
|                         |                                         |              |                                            |                                                                        |
| 15 mei 2004 15:30 (MET) | Portugal                                | 4–4          | Engeland                                   | Stade Gaston Petit, Châteauroux Scheidsrechter: Marijo Strahonja (CRO) |
| 15 mei 2004 15:30 (MET) | Fausto 13' João Pedro 24', 98' Gama 59' | Externe link | 25', 97' (pen.) Walker 45' Reid 62' Davies | Stade Gaston Petit, Châteauroux Scheidsrechter: Marijo Strahonja (CRO) |
| 15 mei 2004 15:30 (MET) | Strafschoppen                           |              |                                            | Stade Gaston Petit, Châteauroux Scheidsrechter: Marijo Strahonja (CRO) |
| 15 mei 2004 15:30 (MET) | Gama Gomes Barbosa João Pedro           | 3–2          | Walker Doyle James Porter Wheater          | Stade Gaston Petit, Châteauroux Scheidsrechter: Marijo Strahonja (CRO) |

### Finale
|                         |                       |              |           |                                                                             |
| 15 mei 2004 19:00 (MET) | Frankrijk             | 2–1          | Spanje    | Stade Gaston Petit, Châteauroux Scheidsrechter: Christoforos Zografos (GRE) |
| 15 mei 2004 19:00 (MET) | Constant 1' Nasri 79' | Externe link | 63' Piqué | Stade Gaston Petit, Châteauroux Scheidsrechter: Christoforos Zografos (GRE) |